# Talents fâchés
Talents fâchés est le titre de plusieurs mixtapes organisées par le rappeur français Ikbal Vockal, frère cadet de Rohff. Quatre volumes sont sortis entre 2003 et 2009.
Un 5eme volet a vu le jour en 2017.

## Talents fâchés Vol. 1
Singles
L'album est sorti en 2003. Mixé par Kore & Skalp, on y trouve notamment Rohff, Mafia K'1 Fry, Tandem, Sefyu, La Fouine, Diam's, Sinik, Kamelancien, etc.
1. Intro - Dj Gaï
2. 93 Barjot - Tandem
3. Mec du 94 - Kennedy
4. Le Meilleur Rap Du Monde - F.Dy Phénomène
5. Clash de V.I.P. - Al Peco
6. Fusil à Pompes - Six Coups MC
7. Mise à L'amende - Keny Arkana
8. Baiser - Rohff, Sefyu, Zesau & Dry
9. Je Suis Le Talent Fâché - Iron Sy
10. Guerrier à La Mort - Alibi Montana & Alino (Menace Crew)
11. Sang Pour Sang - Mafia K'1 Fry
12. Black Desperado - Oxmo Puccino
13. Make You Look (Kore & Skalp remix) - Nas & Tandem
14. Sefyu Molotov - Sefyu
15. Lyrical Massage Cardiaque - Dicidens
16. A Quand Mon Heure - Diam's
17. Mort Sur - Sud Conscient
18. Secondaire - Costello & Panier Records
19. Droit Dans Ton Boule - K.Ommando Toxic
20. Tentation - L'Emeute
21. Laisse Ta Place - Prince D'Arabie & Banneur
22. Violence - Holocost
23. C'est Pour Mon Ghetto - Om Krooz
24. Sixième Rapport - Rim-K
25. Staarflah La Famille - La Fouine
26. Rap de Pitbull - Sinik
27. Ma Vie est une Pute - Hype & Chrome
28. Rap 2 Ben Laden - Kamelancien
29. Tu Te Reconnais ? - Ikbal & Sefyu
30. Illusions - Le Rat Luciano

## Talents fâchés Vol. 2
Singles
L'album, sorti en 2004, regroupe Sefyu, Rohff, Tandem, L'Skadrille, Alibi Montana, Sté Strausz, etc.
1. Intro - Supa Lexx & Wagon
2. Mon Son Tourne - Kennedy
3. Pourquoi tu me sous-estimes ? - James Izmad
4. Flow Du Malawi - Sefyu
5. Un Son d'Gun - Hype & Chrome
6. Flow de Batard - Flagada & B.O Digital
7. Béton - Alibi Montana
8. Rlfaché - RLF
9. Electric Boogle - Soundkail & Djaden
10. Ghetto Style - Fuck Dat
11. Les Rappeurs Veulent Ma Bite - Movez S.Tim
12. Dangereux - La Hyène
13. La Réplique - N.C.C
14. La Rue c'est Moi - Demon One
15. Ferme ta Gueule - Sud Conscient
16. L'Inconté'sté - Sté Strausz
17. Déterminée - Diam's & Teddy Corona
18. Dit Leur - Keny Arkana
19. Violence Lyricale - ST4
20. Tu Fais Pas Le Poids - Rohff & Tandem
21. Le Hip-Hop est à Nous - Sur1 & Pagaille
22. L'Ancien - Kamelancien
23. On Explose - Le Remède
24. C'est Le Trio - K.ommando Toxic & Dosseh
25. Chacun Sa Douleur - Larsen
26. Revient Faché - Rappeur d'1Stinct
27. L'art de La Misère - L'Skadrille & Rim-K
28. Suicide Toi ! - Iron Sy
29. Tu T'es Reconnu ? - Ikbal Vockal & Zesau
30. Vient Dans Mon Ghetto - Jam C

## Talents fâchés Vol. 3 - La Dalle au mic
Singles
Talents fâchés Vol. 3 est sorti en 2006 avec notamment des artistes tels que : Rohff, Princess Aniès, Nubi, Médine, Alibi Montana, La Fouine, LIM. Les singles sont : La Rime pour la rue du groupe TLF et Un featuring avec la haine de Nessbeal et Zesau.

### Liste des titres
| No  | Titre                      | Auteur                       | Producteur(s) | Durée |
| --- | -------------------------- | ---------------------------- | ------------- | ----- |
| 1.  | Intro : Talents fâchés FM  |                              |               | 0:52  |
| 2.  | C'est comme ça             | Rohff                        |               | 5:19  |
| 3.  | Lève le poing              | Smoker                       |               | 3:56  |
| 4.  | Femme 2 l'ombre            | Princess Aniès               |               | 2:18  |
| 5.  | Si t'as pas la dalle       | Kazkami et Ritmo de la noche |               | 3:27  |
| 6.  | La Rime pour la rue        | TLF                          |               | 3:45  |
| 7.  | Rêve                       | Shanice                      |               | 2:24  |
| 8.  | Nubi du 9.1.               | Nubi                         |               | 1:24  |
| 9.  | Un featuring avec la haine | Nessbeal et Zesau            |               | 3:52  |
| 10. | Il en faut                 | La Fouine                    |               | 2:58  |
| 11. | La Routine                 | Bakar                        |               | 2:49  |
| 12. | Ma music est hardcore      | B.O. Digital                 |               | 3:07  |
| 13. | Tête froide                | Médine                       |               | 3:00  |
| 14. | Je sors du...              | Larsen                       |               | 3:01  |
| 15. | Faire la diff              | Rappeur d'1stinct            |               | 3:54  |
| 16. | J'étais là                 | Jpax                         |               | 3:17  |
| 17. | Vol à l'arraché            | LIM                          |               | 3:24  |
| 18. | Préviens tout le monde     | Alibi Montana et Kheimer     |               | 2:08  |
| 19. | Que du mito                | Nysay                        |               | 3:33  |
| 20. | Le Circuit                 | Raven                        |               | 2:21  |
| 21. | Tiens ta langue            | Tepa et Box-Office           |               | 3:02  |
| 22. | Le Point de non-retour     | Ol Kainry et Unité de Feu    |               | 3:15  |
| 23. | Mon peura arrache tout     | Sultan                       |               | 2:43  |
| 24. | Banlieusard de province    | Dosseh                       |               | 3:07  |
| 25. | Un singe en hiver          | Youssoupha et S.Pi           |               | 3:06  |
| 26. | Outro : Talents fâchés FM  |                              |               | 1:38  |

## Talents fâchés Vol. 4 - 4 Coins de la France
Singles
L'album, sorti en 2009, regroupe Rohff, Lim, Larsen, Keny Arkana, Tunisiano, Salif, Alonzo, Nessbeal, Teuchiland, etc. Les singles sont : Monnaie, Survivants du bitume et La hagra du rap français.
1. Survivants du Bitume - TLF & Salif & Nessbeal
2. La Hagra Du Rap Français - Rohff
3. Bon à rien - Yacouba
4. Le Meilleur Reste à Venir - Tunisiano & TLF & Aketo
5. Made in Ghetto - Lim & Dokou & Zeler & Boulox & Big Boss
6. Parce que - Rappeur d'1stinct
7. 4 Coins de La France -TLF,Niro,Black & Ticok,Hella prod,Black Kent,Leck, Gak,Rka,Staff & Demi Portion
8. Monnaie - TLF & Black Marché & Alonzo & Le Rat Luciano
9. Mille piqûres - Vari
10. Mort Vivant - Narkotype
11. Efficace - Amy & Bushy
12. Avant La Crise - Gued'1
13. Personne me freine - Mze
14. Marignane, Val de Marne - Zifou & Forcene
15. Humeur Bestiale - TLF & Badoo
16. Comme à l'époque - Dry & Orlymythe
17. Fruit de La Zone - Keny Arkana & TLF

1. Marbella - L'Algérino & Diden & Kalif & TLF
2. Cb - Casus Belli
3. 2093 - Sofiane
4. Partenaires - Boite Noire & TLF
5. Quoi qu'il arrive - Sultan
6. Désorienter - Need127 & Zareb
7. Langue de Pute - Larsen & Kriblage & Nocif
8. Ghetto - Les Affranchis & TLF
9. Quartier Attitude - Sarrazin
10. Issue de Secours - Teuchiland
11. On les enterrent - TLF & 1pulsif & Djaz
12. Banlieusard - Meidey
13. Électron libre - Xeno & Vîrus & Schlas
14. Où l'on va - E Lone
15. Potentiel - Bsm
16. On a pas fini - TLF & Raven
17. La berceuse du Ghetto - P38 & Lydia
18. Talents Gâchés - Légende Urbaine
19. Vrais pour de vrai - La Hyène & Beli Blanco & Zesau & TLF

## Talents fâchés - Collector
Cet album réunit les sons les plus emblématiques des fameuses compilations "Talents fâchés" produites par Ikbal Vockal.
1. L'heure Tourne (Tic Tac) - TLF, Inédit
2. Le Meilleur reste à venir - TLF & Tunisiano & Aketo
3. Comme ca - Rohff
4. Monnaie - TLF & Alonzo & Le Rat Luciano & Black Marché
5. Remballe - Rohff & Kamelancien
6. Déterminée - Diam's
7. Au Kasspip - TLF, Inédit
8. L'intelligence du Gun - Sefyu & Rohff
9. Attention - Kery James
10. Tête froide - Médine
11. HLM Performance - Sinik
12. Survivants du bitume - TLF, Salif et Nessbeal
13. Boolleg - Soprano
14. Baiser - Zesau & Dry & Sefyu & Rohff
15. 4 Coins de La France -TLF,Niro,Black & Ticok, Hella prod,Black Kent, Leck, Gak, Rka, Staff & Demi Portion
16. Fruits de La Zone - TLF & Keny Arkana
17. La Hagra du Rap français - Rohff